# Halbleiter mit breitem Bandabstand

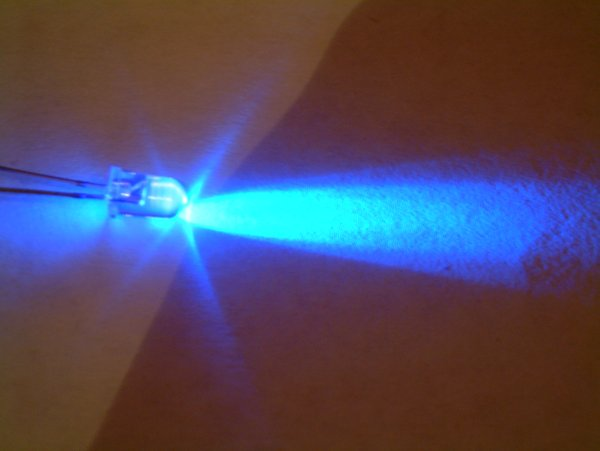
UV-LED mit dem Wide-Bandgap-Material InGaN

Halbleiter mit breitem Bandabstand (englisch wide-bandgap semiconductors, davon abgeleitet Wide-Bandgap-Halbleiter, aber breitbandige Halbleiter) sind Halbleiter, deren Bandabstand/Bandlücke (Energieabstand zwischen Valenzband und Leitungsband) am oberen Ende des Bereichs der Halbleiter (3 eV bis über 4 eV) liegt.

## Eigenschaften und Anwendungen
Die Eigenschaften von Halbleitermaterialien werden überwiegend bestimmt durch den energetischen Abstand zwischen Valenzband und Leitungsband. Elektrische Leiter haben keine Bandlücke, während die Bandlücke bei Nichtleitern größer als 4 eV ist.
Bei den bisher meist verwendeten Halbleitern liegt die Bandlücke im unteren Bereich, bei Raumtemperatur z. B. für Germanium (Ge) bei 0,67 eV, für Silicium (Si) bei 1,12 eV und für Galliumarsenid (GaAs) bei 1,42 eV. Bei Wide-Bandgap-Halbleitern ist die Bandlücke größer als 3 eV.
Wegen der hervorragenden Eigenschaften von Silicium in der Produktion von Halbleiterschaltungen und deren Anwendungen basieren die meisten elektronischen Schaltungen auf Silicium als Halbleitermaterial. 
Für rauscharme Verstärker und Hochfrequenzverstärker im Mobiltelefon und der Satellitenkommunikation wird häufig der Verbindungshalbleiter GaAs eingesetzt.
In Hochfrequenz-Leistungsverstärkern der Mobilfunknetz-Infrastruktur werden zunehmend GaN-Bauteile verwendet.
Für Leistungs-MOSFET und IGBT finden die Werkstoffe SiC und GaN Verwendung und bieten höhere Sperrspannungen, höhere Betriebstemperatur und schnelleres Schalten wegen der höheren Elektronenbeweglichkeit (HEMT).
Die Verwendung von Wide-Bandgap-Materialien bietet folgende Vorteile:
- Geringere Verluste bei Schaltreglern[7]
- Verarbeitung höherer Spannungen
- Betrieb bei höheren (Umgebungs-)Temperaturen
- Verarbeitung höherer Frequenzen
- höhere Zuverlässigkeit

Neben diesen schaltungstechnischen Eigenschaften ermöglicht die hohe Bandlücke die effektive Emission kurzwelligeren Lichts und so beispielsweise Leuchtdioden (LED) in den Farben Blau bis Ultraviolett.
Der weiteren Verbreitung der Materialien stehen einige Nachteile entgegen: Neben der Herstellbarkeit im industriellen Maßstab bei vertretbaren Herstellungskosten müssen Entwicklungswerkzeuge die Materialeigenschaften unterstützen und neue Gehäusetechnologien die Verwendung bei möglichen höheren Betriebstemperaturen erlauben. Anders als bei der Silizium-Technologie müssen die Wide-Bandgap-Halbleiter für Leistungsbauelemente meist auf Substrate aus anderen (leichter herzustellenden) Materialien aufgebracht werden: GaN auf Saphir oder SiC, SiC und Diamant auf Silizium.

## Vertreter
| Material                    | Bandlücke in eV (bei 300 K) |
| --------------------------- | --------------------------- |
| IV-IV-Verbindungshalbleiter |                             |
| SiC                         | 3,03                        |
| III-V-Verbindungshalbleiter |                             |
| GaN                         | 3,37                        |
| InGaN                       | 0,7–3,37                    |
| BN                          | 5,8                         |
| AlN                         | 6,2                         |
| II-VI-Verbindungshalbleiter |                             |
| ZnO                         | 3,37                        |
| Element                     |                             |
| C (als Diamant)             | 5,46–5,6                    |

Bandlücken im entsprechenden Energiebereich finden sich z. B. beim elementaren Kohlenstoff in der Modifikation als Diamant. Eine mögliche Kombination von Elementen der Gruppe IV des Periodensystems ist Siliciumcarbid. Aus dem Bereich der Verbindungshalbleiter gibt es verschiedene geeignete Kombinationen wie Galliumnitrid (III-V) und Zinkoxid (II-VI). Auch entsprechende Verbindungshalbleiter mit mehr als zwei Elementen wie z. B. Indiumgalliumnitrid (InGaN) kommen als Material in Frage. Hierbei kann sogar die Bandlücke durch das Verhältnis von Indiumnitrid zu Galliumnitrid eingestellt werden.

## Markt
Laut der taiwanischen Elektronik-Tageszeitung DigiTimes war der Markt für Silizium-basierte Leistungshalbleiter im Jahr 2016 größer als 24 Mrd. US-Dollar. Im selben Jahr wurden mit SiC und GaN nur 200 Mio. US-Dollar bzw. 14 Mio. US-Dollar umgesetzt, wobei aber für die Zukunft höhere Wachstumsraten für die Verbindungshalbleiter erwartet werden. SiC wird Silizium vornehmlich in Hochleistungsanwendungen ersetzen und GaN in mittleren Leistungsbereichen. 2019 lag der Umsatz mit SiC-Halbleitern bereits bei USD 500 Mio.

## Industrie
In Deutschland haben die Unternehmen ZF Friedrichshafen und der Halbleiterhersteller Wolfspeed Anfang 2023 ihre Kooperation und Fertigung von SiC-Produkten im Saarland angekündigt. ZF beteiligt sich an dem Werk mit 170 Mio. Euro. Die Gesamtkosten der Fabrik werden auf 2,75 Milliarden Euro geschätzt.
Der deutsche Halbleiterhersteller Infineon eröffnete 2024 die erste Phase einer 200-mm-SiC-Fabrik im Kulim-Hi-Tech-Industrial-Park in Malaysia, die auch eine GaN-Epitaxie umfasst. Mit dieser 2 Mrd.-Euro-Investition ergänzt Infineon seine bereits in Villach (Österreich) bestehenden Kapazitäten zur Produktion von SiC- und GaN-Leistungshalbleitern.